# هنريك برودي
هنريك برودي (بالمجرية: Bródy Henrik)‏ هو حاخام مجري، ولد في 21 مايو 1868 في أوجهورود في أوكرانيا، وتوفي في 7 مايو 1942 في القدس في إسرائيل.